# Parpeville
Parpeville ist eine französische Gemeinde mit 192 Einwohnern (Stand: 1. Januar 2022) im Département Aisne in der Region Hauts-de-France. Sie gehört zum Arrondissement Saint-Quentin, zum Kanton Ribemont und zum Gemeindeverband Val de l’Oise.

## Geografie
Die Gemeinde Parpeville liegt im Westen der Thiérache, rund 24 Kilometer östlich von Saint-Quentin. Nachbargemeinden von Parpeville sind Origny-Sainte-Benoite im Norden, Landifay-et-Bertaignemont im Osten, Monceau-le-Neuf-et-Faucouzy im Südosten, Chevresis-Monceau im Süden, La Ferté-Chevresis im Südwesten sowie Pleine-Selve im Westen.

## Bevölkerungsentwicklung
| Jahr                       | 1962 | 1968 | 1975 | 1982 | 1990 | 1999 | 2006 | 2015 | 2022 |
| Einwohner                  | 308  | 283  | 226  | 244  | 216  | 219  | 226  | 195  | 192  |
| Quellen: Cassini und INSEE |      |      |      |      |      |      |      |      |      |

## Sehenswürdigkeiten
- Kirche Saint-Leu
- Schloss Parpeville, erbaut 1722, Monument historique[1]

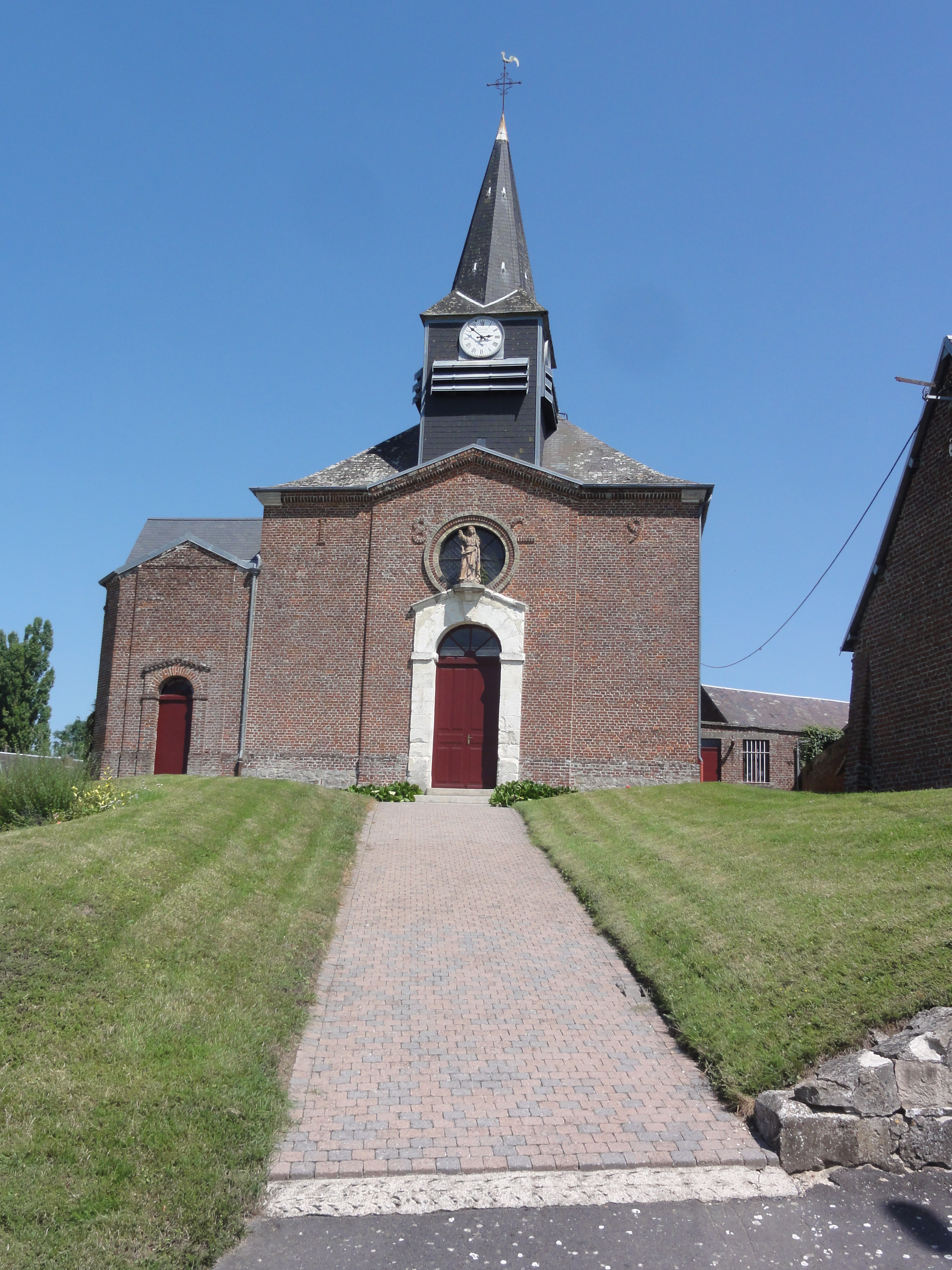
Kirche Saint-Leu
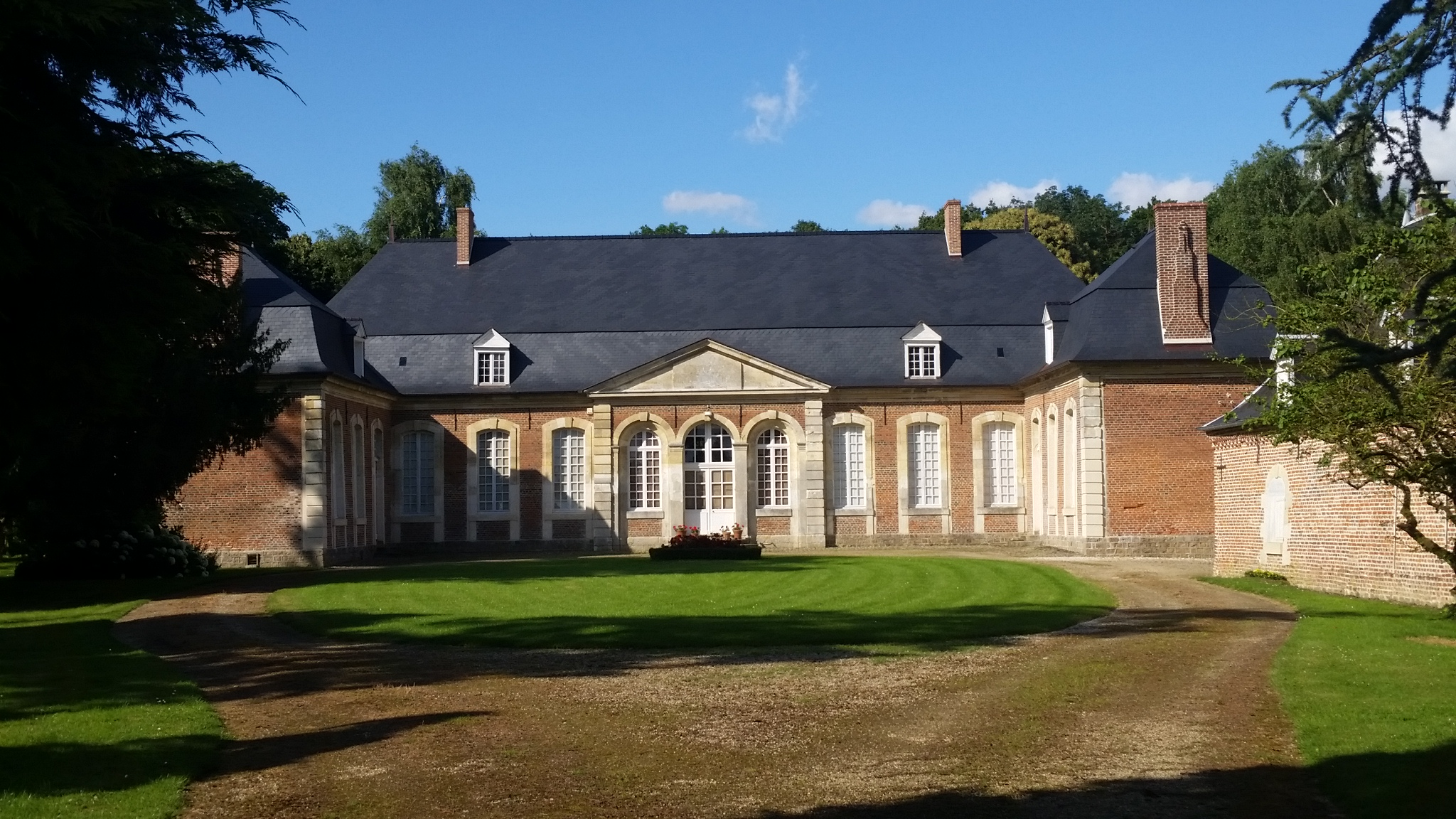
Schloss Parpeville
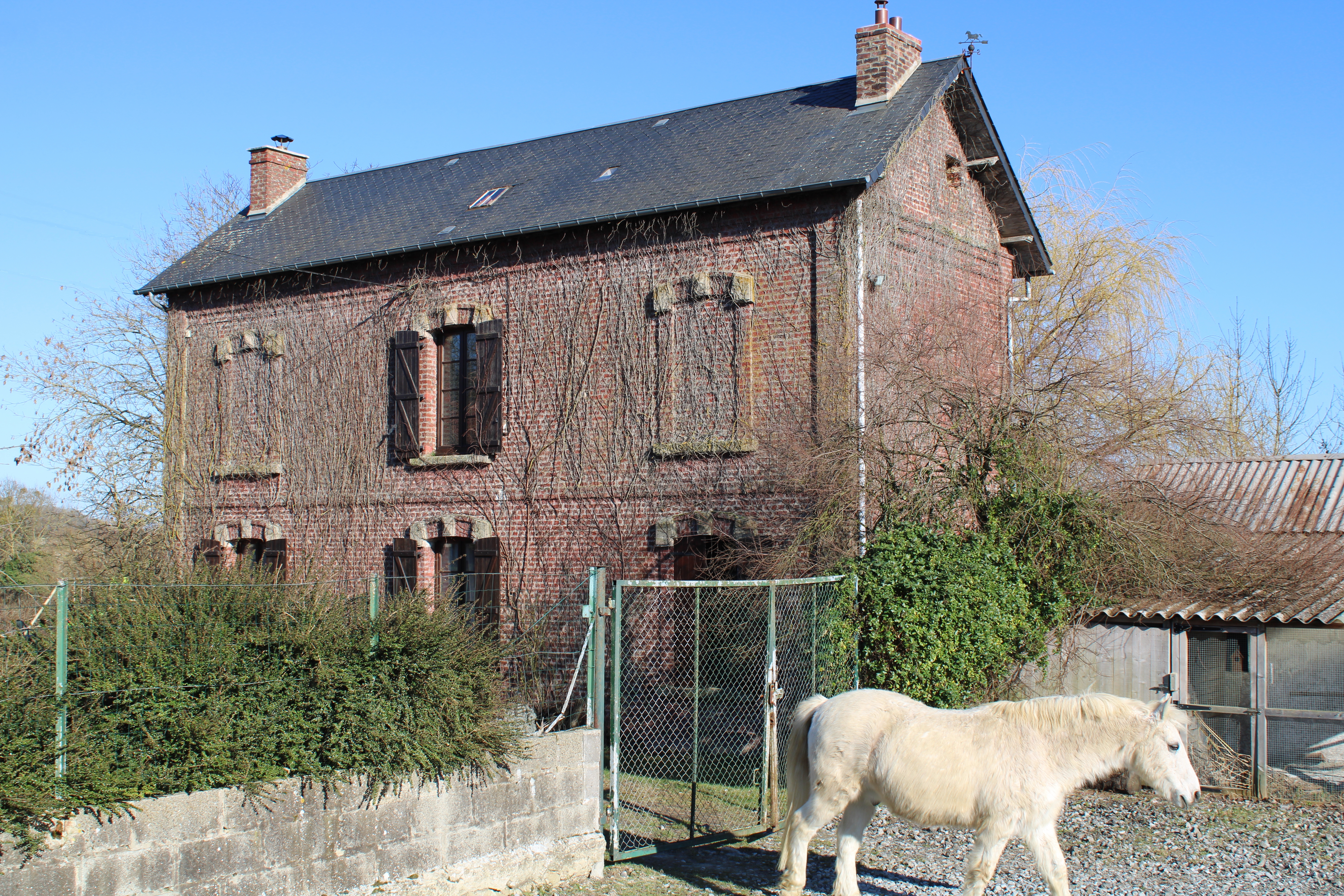
Ehemaliger Bahnhof